# Calhoun County (Mississippi)
Das Calhoun County ist ein County im US-Bundesstaat Mississippi. Der Verwaltungssitz (County Seat) ist Pittsboro. Das U.S. Census Bureau hat bei der Volkszählung 2020 eine Einwohnerzahl von 13.266 ermittelt.
Das County gehört zu den Dry Countys, was bedeutet, dass der Verkauf von Alkohol eingeschränkt oder verboten ist.

## Geographie
Das County liegt im mittleren Norden von Mississippi und hat eine Fläche von 1523 Quadratkilometern, wovon vier Quadratkilometer Wasserfläche sind.
Durch das County fließen in südwestlicher Richtung mit dem Skuna River und dem Oberlauf des Yalobusha River die Hauptzuflüsse des im benachbarten Grenada County gelegenen Grenada Lake.
An das Calhoun County grenzen folgende Countys:
|                  | Lafayette County | Pontotoc County  |
| Yalobusha County |                  | Chickasaw County |
| Grenada County   | Webster County   |                  |

## Geschichte

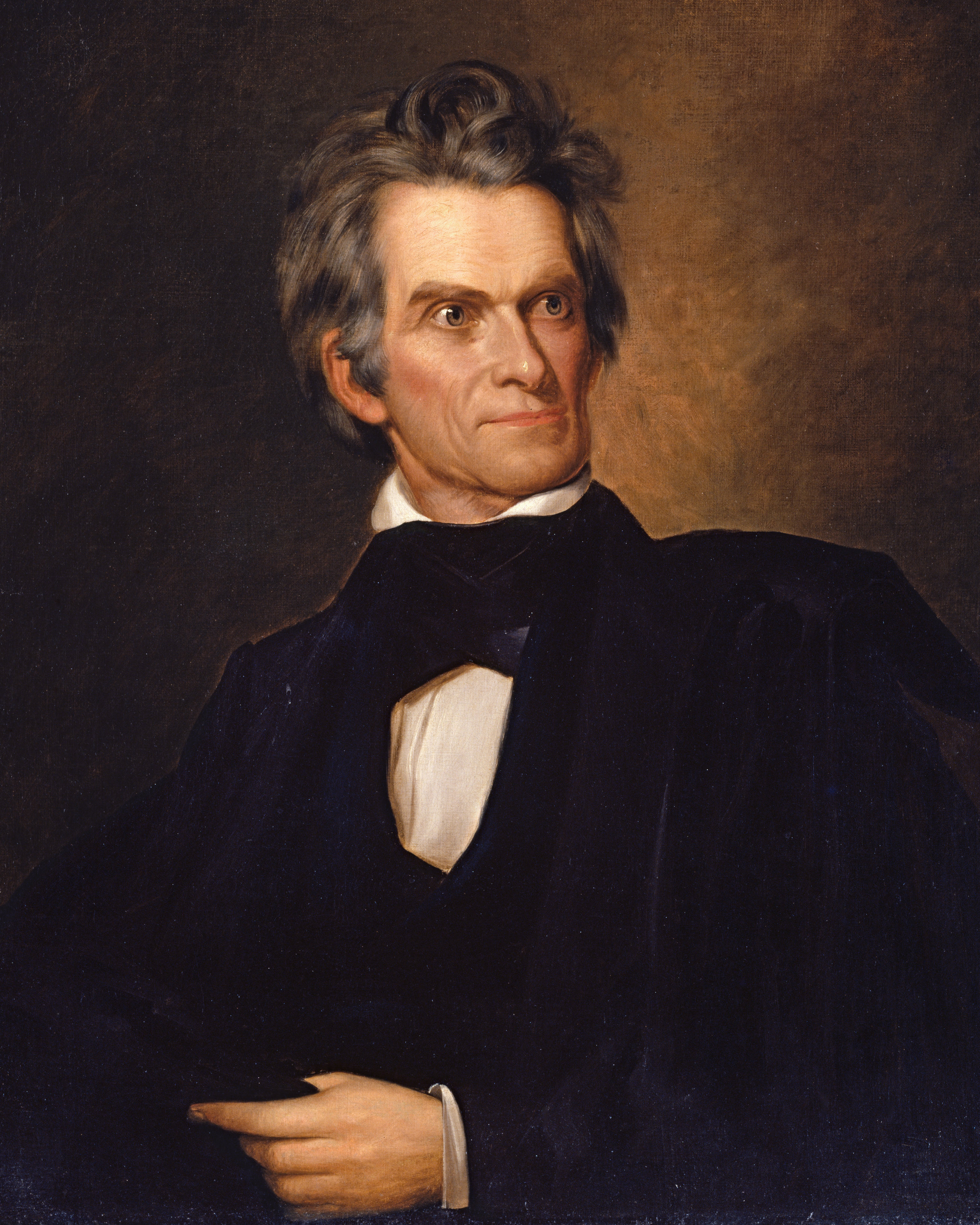
J. C. Calhoun

Das Calhoun County wurde am 8. März 1852 aus Teilen des Lafayette County und des Yalobusha County gebildet. Benannt wurde es nach John C. Calhoun (1782–1850), einem früheren Kriegsminister (1817–1825), Vizepräsidenten (1825–1832) und Außenminister der USA (1844–1845).

Zwei Orte im County sind im National Register of Historic Places eingetragen (Stand 1. Februar 2018).

## Demografische Daten

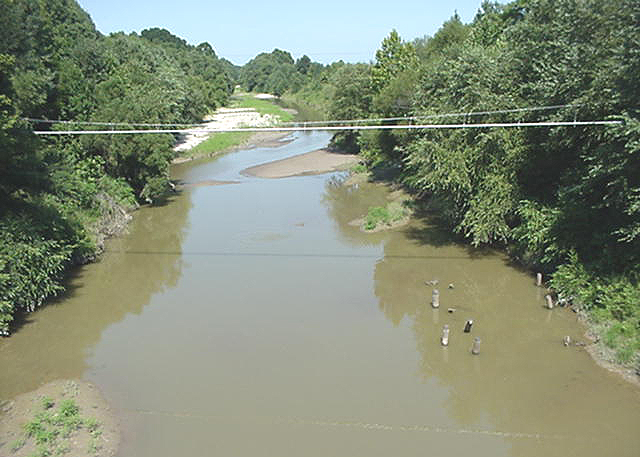
Der Skuna River

Alterspyramide des Calhoun Countys (Stand: 2000)

Nach der Volkszählung im Jahr 2000 lebten im Calhoun County 15.069 Menschen in 6019 Haushalten und 4255 Familien. Die Bevölkerungsdichte betrug 10 Personen pro Quadratkilometer. Ethnisch betrachtet setzte sich die Bevölkerung zusammen aus 69,41 Prozent Weißen, 28,65 Prozent Afroamerikanern, 0,13 Prozent amerikanischen Ureinwohnern, 0,06 Prozent Asiaten, 0,03 Prozent Bewohnern aus dem pazifischen Inselraum und 1,11 Prozent aus anderen ethnischen Gruppen; 0,59 Prozent stammten von zwei oder mehr Ethnien ab. 2,11 Prozent der Bevölkerung waren spanischer oder lateinamerikanischer Abstammung, die verschiedenen der genannten Gruppen angehörten.
Von den 6019 Haushalten hatten 31,6 Prozent Kinder unter 18 Jahren, die mit ihnen lebten. 51,0 Prozent waren verheiratete, zusammenlebende Paare, 15,4 Prozent waren allein erziehende Mütter und 29,3 Prozent waren keine Familien. 27,1 Prozent aller Haushalte waren Singlehaushalte und in 13,9 Prozent lebten Menschen im Alter von 65 Jahren oder darüber. Die durchschnittliche Haushaltsgröße lag bei 2,46 und die durchschnittliche Familiengröße bei 2,97 Personen.
25,2 Prozent der Bevölkerung war unter 18 Jahre alt, 8,4 Prozent zwischen 18 und 24, 27,0 Prozent zwischen 25 und 44, 22,7 Prozent zwischen 45 und 64 Jahre alt und 16,7 Prozent waren 65 Jahre oder älter. Das Durchschnittsalter betrug 37 Jahre. Auf 100 weibliche kamen statistisch 90,7 männliche Personen und auf 100 Frauen im Alter von 18 Jahren oder darüber kamen 87,0 Männer.

Das durchschnittliche Einkommen eines Haushaltes betrug 27.113 USD, das einer Familie 34.407 USD. Männer hatten ein durchschnittliches Einkommen von 26.458 USD, Frauen 19.491 USD. Das Prokopfeinkommen lag bei 15.106 USD. Etwa 14,9 Prozent der Familien und 18,1 Prozent der Bevölkerung lebten unterhalb der Armutsgrenze.

## Städte und Gemeinden
| - Big Creek - Bruce - Calhoun City - Derma | - Pittsboro - Slate Springs - Vardaman |